# 天主教哥印拜陀教区
天主教哥印拜陀教區 （拉丁語：Dioecesis Coimbaturensis）是羅馬天主教的一個教區，包括印度泰米爾納德邦西北部四縣（另小部分伸入喀拉拉邦），受馬德拉斯暨梅拉普爾總教區管轄。
哥印拜陀宗座代牧區成立於1850年，1886年9月1日升為教區。2013年有教友223,294名，佔轄區總人口百分之18.0。由128名司鐸名管理六十一個堂區。現任教區主教為勒封斯‧湯瑪斯·阿奎那。